# Île Wales
L'île Wales (en inuktitut : « Shatook ») est une île inhabitée de la région de Qikiqtaaluk au Nunavut au Canada. Elle est située dans le golfe de Boothia, à 2 km de la péninsule de Melville. D'une taille de 63 km par 23 km, elle a une superficie de 1 137 km2 et culmine à environ 80 m d'altitude.
Elle est d'abord nommée île Prince of Wales par l'explorateur écossais John Rae.

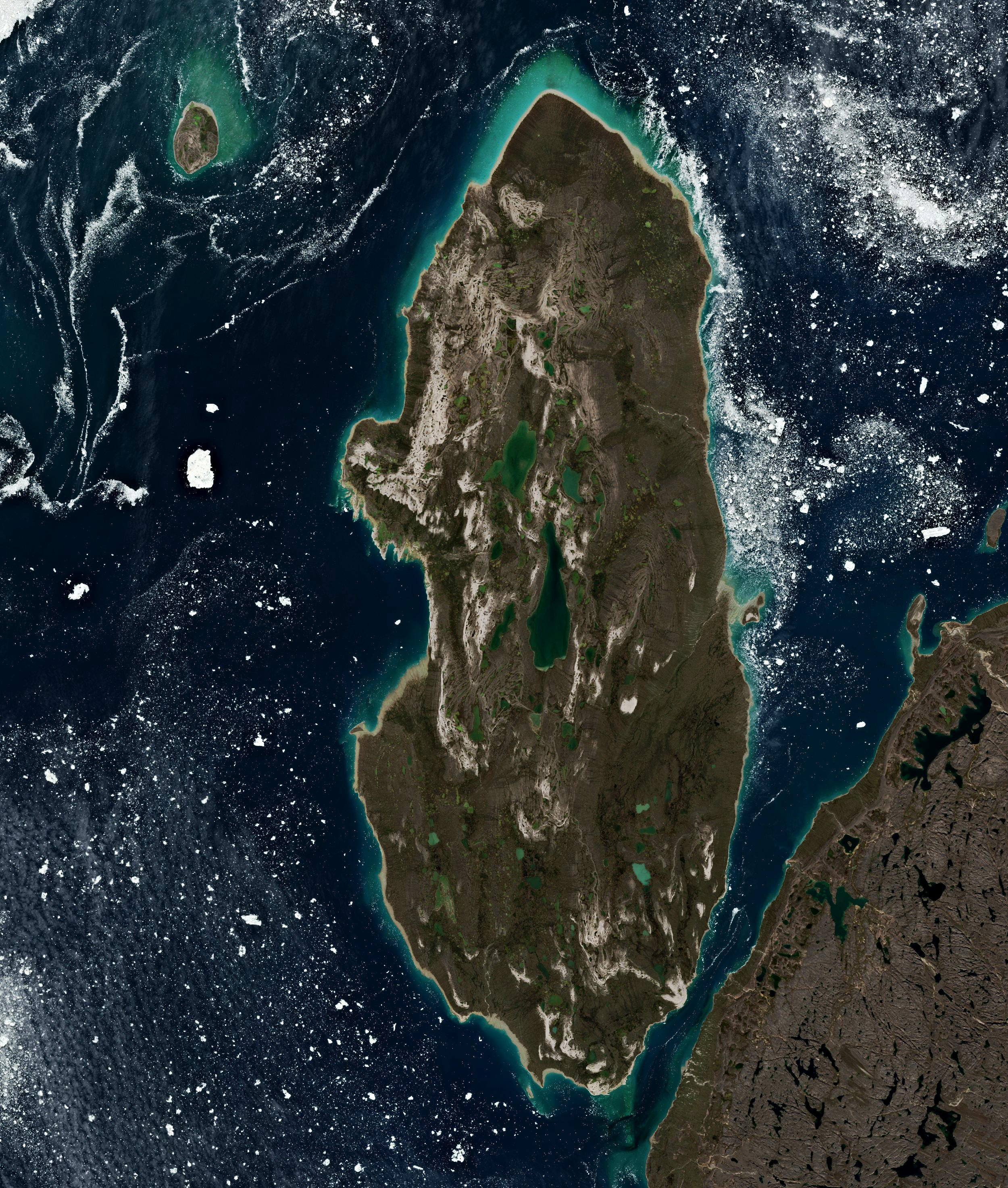
Vue satellite de l'île Wales par Sentinel-2.